# Terokhada
Terokhada è un sottodistretto (upazila) del Bangladesh situato nel distretto di Khulna, divisione di Khulna. Si estende su una superficie di 189,48 km² e conta una popolazione di 116.709 abitanti (dato censimento 2011).